# Арзано
Арзано́ (фр. Arzano) — муниципалитет во Франции, в регионе Бретань, департамент Финистер. Население — 1403 человек (2009).
Муниципалитет расположен в 440 км к западу от Парижа, 135 км к западу от Ренна, 55 км к востоку от Кемпера.

## Экономика
В 2007 году среди 857 человек в трудоспособном возрасте (15-64 лет) 633 были активнын, 224 — неактивные (показатель активности 73,9 %, в 1999 году было 71,4 %). Из 633 активных работало 576 человек (322 мужчины и 254 женщины), безработных было 57 (27 мужчин и 30 женщин). Среди 224 неактивных 78 человек было учениками или студентами, 82 — пенсионерами, 64 были неактивными по другим причинам.
В 2008 году в муниципалитете числилось 543 налогооблагаемых домохозяйств в которых проживали 1329,5 лица, медиана доходов выносила 16 417 евро на одного потребителя.